# Bitwa o Dżerbę
Bitwa o Dżerbę – starcie zbrojne, które miało miejsce w roku 1560.
W roku 1559 Hiszpania, Sycylia, Malta i miasta włoskie zorganizowały wyprawę na Trypolis przeciwko korsarzom trypolitańskim. Flota chrześcijańska, licząca 100 okrętów i 40 000 żołnierzy pod wodzą księcia Medina Celi skierowała się ku Malcie. Po drodze w wyniku chorób jej stan zmniejszył się o 30 procent. Na wieść o nadciągającej flocie, władca Trypolisu korsarz Turgut Reis zwrócił się do sułtana tureckiego Sulejmana z prośbą o pomoc.
Niedługo potem chrześcijanom udało się zająć bastion korsarzy na wyspie Dżerba, gdzie pozostawiono 5-tysięczną załogę pod dowództwem Alvara de Sande. Przeciwko nim Turcy wysłali z Konstantynopola, liczącą 86 galer flotę pod wodzą kapudana Pijala Paszy. Po połączeniu się z flotą trypolitańską Turcy zaatakowali chrześcijan, których po gwałtownej walce zmuszono do ucieczki. Flota Medina Celi została rozgromiona. 17 okrętów zatopiono, 24 zostały zdobyte przez Turków. Pozostałe odpłynęły. Po tym zwycięstwie Turcy zaatakowali Dżerbę. Oddział Don Alvara bronił się zawzięcie, w końcu jednak skapitulował dnia 29 czerwca 1560 r.